# توم سيتو
توم سيتو (بالإنجليزية: Tom Sito)‏ هو محرك صور متحركة ‏ ومخرج أمريكي، ولد في 19 مايو 1956 في نيويورك في الولايات المتحدة.

## وصلات خارجية
- الموقع الرسمي
- توم سيتو على موقع IMDb (الإنجليزية)
- توم سيتو على موقع قاعدة بيانات الفيلم (الإنجليزية)